# Daniel Jacob (Romanist)
Daniel Jacob (* 1957 in Heidelberg) ist ein deutscher Romanist.

## Leben
Nach dem Abitur 1976 in Heidelberg studierte er dort Romanistik, Geographie und zeitweise Klassische Philologie. Er absolvierte ein Auslandsstudium und war Fremdsprachenassistent in Lyon und Paris. Er war wissenschaftliche Hilfskraft/Werkstudent am Dictionnaire Etymologique de l’Ancien Français, in der Abteilung Linguistische Datenverarbeitung des Instituts für deutsche Sprache in Mannheim und am Wissenschaftlichen Zentrum Heidelberg der Firma IBM-Deutschland (Juristisches Expertensystem LEX). Nach der Promotion in Romanischer Philologie 1987 in Heidelberg (Dissertation: Markierung von Aktantenfunktionen und „Prädetermination“ im Französischen, Betreuer Klaus Heger, Kurt Baldinger) war er wissenschaftlicher Mitarbeiter am Institut für Integrierte Publikations- und Informationssysteme der Gesellschaft für Mathematik und Datenverarbeitung in Darmstadt. Dort arbeitete er am Projekt GENESIS (Generierung natürlichsprachlicher Texte). Von 1988 bis 1994 war er wissenschaftlicher Assistent für Romanische Sprachwissenschaft an der Universität Freiburg im Breisgau (Lehrstuhl Hans-Martin Gauger) und arbeitete im DFG-geförderten Sonderforschungsbereich 321 (Übergänge und Spannungsfelder zwischen Mündlichkeit und Schriftlichkeit) mit. Nach der Habilitation 1994 in Freiburg im Breisgau (Habilitationsschrift: Die Auxiliarisierung von HABERE und die Entstehung des romanischen periphrastischen Perfekts, dargestellt an der Entwicklung vom Latein zum Spanischen) lehrte er von 1996 bis 2001 als Professor für Romanische Sprachwissenschaft an der Universität München. Von 2001 bis 2007 war er Professor für Romanische Philologie/Iberoromanische Sprachwissenschaft an der Universität zu Köln. Seit 2007 ist er Professor für Romanische Philologie (Französische und Spanische Sprachwissenschaft) an der Albert-Ludwigs-Universität Freiburg.

## Schriften (Auswahl)
- Markierung von Aktantenfunktionen und „Prädetermination“ im Französischen. Ein Beitrag zur Neuinterpretation morphosyntaktischer Strukturen in der französischen Umgangssprache. Tübingen 1990, ISBN 3-484-52231-3.
- als Herausgeber mit Johannes Kabatek: Lengua medieval y tradiciones discursivas en la Península Ibérica. Descripción gramatical. Pragmática histórica. Metodología. Frankfurt am Main 2001, ISBN 3-89354-782-7.
- als Herausgeber mit Andreas Dufter: Focus and background in Romance languages. Amsterdam 2009, ISBN 978-90-272-0579-7.
- als Herausgeber mit Katja Ploog: Autour de que – El entorno de que. Frankfurt am Main 2013, ISBN 3-631-62657-6.